# Пирагс, Ольга
Ольга Геннадьевна Пирагс (латыш. Olga Pīrāgs (Pīrāga); род. 12 августа 1956, Рига) — советская и латвийская эстрадная певица.

## Биография
Родилась в городе Риге, в латышско-русской семье. Родители: отец — Геннадий Пирагс 1938 года рождения, мать — Надежда (урожд. Журавлёва, во втором браке — Елфимова) 1937 года рождения. Жили в доме около больницы Страдыня, где певица живёт до сих пор.
Окончила музыкальную школу имени П. Юрьяна по классу фортепиано и 61-ю среднюю школу города Риги, затем музыкально-педагогический факультет Даугавпилсского педагогического института (1977).
С 1974 года начала свою трудовую деятельность в качестве солистки ансамбля «DIAS» Даугавпилсского общестроительного треста.
Весной 1978 года вместе с ансамблем «Силуэт» участвовала в Международном студенческом фестивале политической песни. Летом 1978 года на республиканском конкурсе вокалистов в Даугавпилсе получила 1 место.
С декабря 1978 по сентябрь 1979 года работала педагогом вокальной студии при Доме культуры работников торговли Латвии «Vecrīga» в городе Риге.
В 1977—1979 гг. — солистка ансамбля «Инверсия», затем до 1983 года солистка оркестра эстрадной и лёгкой музыки, работавшего под управлением Раймонда Паулса, Алниса Закиса и Гунара Розенберга. С 1980 года много гастролировала по СССР.
В 1979 году на фестивале «Лиепайский янтарь» в Латвии получила первую премию за исполнение песни Исаака Дунаевского «Весна идёт».
Ольга Пирагс — лауреат многочисленных песенных эстрадных фестивалей (Liepajas dzintars, Vasaras Ritmi, «Красная гвоздика») и джазовых конкурсов и фестивалей в Швеции, ФРГ, Финляндии, России, Украине, Латвии и др.
В 1987—1990 гг. — солистка Читинской филармонии.
В 1990—1991 гг. — артистка Рижского музыкального камерного театра.
С 1992 года ведёт педагогическую работу в области эстрадного вокала.
В 2002 году организовала детский благотворительный фестиваль популярной рождественской песни «Рождество во Вселенной».

## Творчество
Ольга Пирагс была частой гостьей программ советского телевидения («Шире круг», «Утренняя почта» и др.), участвовала в джазовой программе фестиваля «Славянский базар». В популярном фильме «Мы из джаза» Ольга Пирагс исполнила вокальные партии эстрадной певицы Изабеллы Фокс (в кадре — Елена Цыплакова).
В 1980 году вместе с ансамблем под руководством Раймонда Паулса выступала на его творческих вечерах в Москве, где исполняла песни Р. Паулса и классические джазовые композиции. Участвовала в одной из телевизионных программ «Театральные встречи» вместе с Раймондом Паулсом, где исполнила песню «Два стрижа» на стихи Андрея Вознесенского.
В 1986 году Ольга Пирагс вместе с инструментальным ансамблем «Гамма» подготовила и показала большую программу. Ей аккомпанировали оркестры под управлением Юрия Силантьева, Владимира Василевского, Анатолия Кролла.
В 1990-е годы прошли пять концертов с ансамблем Хария Баша в разных городах Швеции. В тот же период состоялись выступления с ансамблем Александра Смирнова в Западном Берлине, а с трио Эгила Страуме — на фестивале в Финляндии. С оркестром Volo Бруно Юргенберга Ольга Пирагс пела в городе Висбю на шведском острове Готланд.
В 1994 и 1999 гг. в рижском театре «Дайлес» состоялись концерты, посвящённые 20- и 25-летию творческой деятельности.
В 1996 году Ольга Пирагс приняла участие в джазовом фестивале «На крыльях джаза» в городе Новосибирске.
16 ноября 1997 года в зале Театра юного зрителя на ул. Кунгу, 8 состоялась творческая встреча с композитором Владимиром Хвойницким и поэтессой Валентиной Макаровской. «Мелодии любви» — так называлась программа, подготовленная Ассоциацией деятелей русской культуры в Латвии.
В 1990-е Ольга Пирагс приняла участие в проекте «Песни Владимира Хвойницкого».
В 2006 году впервые после длительного перерыва принимала участие в программе «Мелодии дружбы-2006». Гала-концерт этого музыкального ретро-проекта «Имена на все времена» прошёл на сцене московского Театра эстрады.
В 2008 году в паре с Тадеушом Сургофтом приняла участие в Латвийском шоу «Две звезды».
В 2010 году выступала на фестивале «Саулкрасты джаз».
17 сентября 2011 года в Большой Гильдии состоялся юбилейный концерт «Любимый музыкант».
С 2015 года Ольга Пирагс ездит в качестве почётной гостьи на «Джазовый корабль» в Москву.
21 апреля 2017 года в рижском Доме Конгрессов состоялся юбилейный концерт Ольги Пирагс. В концертной программе звучали джазовые композиции, эстрадные песни и романсы. Также в концерте приняли участие приглашённые гости и друзья певицы: Иварс Калниньш (Латвия), Евгений Шур (Латвия), Гасан Багиров (Санкт-Петербург).

### Дискография
Фильм ,,Мы из джаза,, 
- 1982 — Ольга Пирагс
- 1984 — Поёт Ольга Пирагс
- 1984 — Спасибо, музыка, тебе!
- 1999 — Пусть будет так!
- 1999 — Искренность души
- 2007 — Золотая коллекция ретро
- 2008 — Имена на все времена

## Личная жизнь
Муж — Леонид Герасимов (умер в 2007 году), работал электриком на пассажирских поездах. Познакомились в студенческие годы. Ольга тогда училась на дирижёрско-хоровом отделении Даугавпилсского пединститута и подрабатывала тем, что пела на танцах, а Леонид был одним из её поклонников. Поженились в 1977 году.
В браке родились две дочери — Лана и Диана. Старшая дочь Лана к музыке интереса не проявила. Диана с ранних лет пела на сцене вместе с Ольгой. У неё есть свой музыкальный коллектив Chocolad Band.
Внуки: Жаклин, Алекс, Анжелика, Леон. Один правнук Демид от старшей внучки Жаклин.